# Периналдо
Периналдо (итал. Perinaldo) је насеље у Италији у округу Империја, региону Лигурија.
Према процени из 2011. у насељу је живело 545 становника. Насеље се налази на надморској висини од 535 м.

## Становништво
Према резултатима пописа становништва 2011. у општини је живело 912 становника.
| 1931. | 1936. | 1951. | 1961. | 1971. | 1981. | 1991. | 2001. | 2011. |
| ----- | ----- | ----- | ----- | ----- | ----- | ----- | ----- | ----- |
| 1.635 | 1.418 | 1.294 | 1.202 | 1.079 | 887   | 856   | 873   | 912   |